# Jelly Boy
Jelly Boy est un jeu vidéo de plates-formes sur Game Boy, et Super Nintendo. Le jeu a été développé par Probe Entertainment et édité par Ocean Software et Electronic Arts. Le jeu avait aussi été annoncé sur Mega Drive mais a ensuite été annulé.